# Wild Safari
Wild Safari è il primo album in studio realizzato dai Barrabás, uscito nel 1971. 

## Descrizione
L'esordio dei Barrabás è fra i primi dischi internazionali a coniugare il rock latino con tonalità groove e funky. Proprio per la sua struttura metrica, è stato un lavoro particolarmente apprezzato nel campo della disco music degli anni Settanta. 

## Accoglienza
I singoli Woman e Wild Safari spopolarono nei locali americani, fra cui il celebre Paradise Garage di New York.
L'album è entrato nella Top 10 di Billboard, nella sezione Hits of the World spagnola.

## Tracce
1. "Wild Safari" – 5:01
2. "Try and Try" – 6:15
3. "Only for Men" – 3:32
4. "Never in This World" – 3:27
5. "Woman" – 5:04
6. "Cheer Up" – 3:51
7. "Rock and Roll Everybody" – 3:40
8. "Chicco" – 3:42

## Formazione
- Iñaki Egaña – basso, voce
- Enrique "Ricky" Morales – chitarra elettrica, coro
- Miguel Morales – chitarra, coro
- Tito Duarte – percussioni, sax, coro
- Juan Vidal – tastiera
- Fernando Arbex – batteria, produzione